# Pierre Bertran de Balanda
Pierre Louis Marie Bertran de Balanda, född 28 september 1887 i Toulouse, död 28 mars 1946 i Marseilles, var en fransk ryttare.
Han blev olympisk silvermedaljör i hoppning vid sommarspelen 1928 i Amsterdam.